# El Cuije, Celaya
El Cuije är en ort i Mexiko.   Den ligger i kommunen Celaya och delstaten Guanajuato, i den centrala delen av landet, 210 km nordväst om huvudstaden Mexico City. El Cuije ligger 1 754 meter över havet och antalet invånare är 204.
Terrängen runt El Cuije är kuperad söderut, men norrut är den platt. Runt El Cuije är det tätbefolkat, med 849 invånare per kvadratkilometer. Närmaste större samhälle är Celaya, 6,4 km norr om El Cuije. Trakten runt El Cuije består till största delen av jordbruksmark.